# Croignon
Croignon – miejscowość i gmina we Francji, w regionie Nowa Akwitania, w departamencie Żyronda.
Według danych na rok 1990 gminę zamieszkiwało 349 osób, a gęstość zaludnienia wynosiła 76 osób/km² (wśród 2290 gmin Akwitanii Croignon plasuje się na 836. miejscu pod względem liczby ludności, natomiast pod względem powierzchni na miejscu 1448.).